# Philippe Ausseur
Philippe Ausseur, né le 20 mai 1923 à Brest, mort le 23 décembre 2017 dans le 16e arrondissement de Paris, était un officier de marine français, devenu vice-amiral d'escadre. 
Il occupe plusieurs postes clés, notamment à l'État-major particulier du général de Gaulle, puis comme major général de la Marine au moment de la guerre des Malouines, et membre du Conseil supérieur de la marine.

## Biographie
Philippe Ausseur est né le 20 mai 1923 à Brest,. Il choisit d'être officier de marine et réussit le concours d'entrée à l'École navale, dans la promotion 1942.

### Jeune officier de marine
Enseigne de vaisseau de 2e classe en mai 1945, Ausseur prend part à la Guerre d'Indochine de 1947 à 1949, au sein de la Force amphibie de la marine (F.A.M.I.). Il obtient ensuite le brevet de la spécialité de transmetteur à l'École des officiers des transmissions (implantée aux Bormettes). C'est là qu'il reçoit comme prix un pistolet semi-automatique MAB D, dont il fera plus tard don au musée national de la Marine. Il devient officier des transmissions au Centre de formation maritime (CFM) de Mimizan, puis chef du service transmissions à bord du destroyer-escorteur de 1re classe Kléber de 1950 à 1952. Promu lieutenant de vaisseau en janvier 1951, il sert ensuite sur le croiseur-école Jeanne d'Arc, puis à bord de l'escorteur d'escadre Maillé-Brézé. Après avoir été stagiaire à l'École supérieure de Guerre navale, il est affecté de 1958 à 1959 à l'état-major de la Première flottille d'escorteurs d'escadre (1re FEE).

### Premiers commandements; état-major particulier du président de la République
Capitaine de corvette en 1959, Philippe Ausseur est nommé à la direction du personnel militaire de la Marine. Il prend le commandement du Béarnais en octobre 1961, et l'exerce jusqu'en 1963. Il sert ensuite à l'administration centrale de juillet 1963 à octobre 1966. Devenu capitaine de frégate, Philippe Ausseur prend en octobre 1966 le commandement de l'aviso-escorteur Victor-Schœlcher, "conserve" du porte-hélicoptères Jeanne d'Arc.
Il est nommé le 16 octobre 1967 à l'État-major particulier du président de la République, qui est alors le général de Gaulle. Il remplace le colonel Briquet, et y reste en fonction jusqu'au 28 avril 1969. Selon Chiaradia, si Ausseur quitte ses fonctions en même temps que le départ de général de Gaulle, c'est parce que son affectation avait atteint son terme normal, quoique légèrement inférieure à la durée moyenne des affectations à terre, qui peut atteindre trois ans.

### Amiral, major général de la Marine
Promu capitaine de vaisseau en novembre 1969, il est ensuite nommé contre-amiral en octobre 1975. 
Promu vice-amiral, il est nommé à la fonction de major général de la Marine en 1979, et l'exerce de janvier 1980 à juin 1982. Pendant qu'il exerce cette responsabilité (en janvier 1981,) l'amiral Ausseur est élevé au rang et appellation de vice-amiral d'escadre pour prendre rang au 1er mars 1981, puis nommé membre du Conseil supérieur de la Marine en août 1981, décision confirmée en janvier 1982.
En tant que major général de la Marine, il est le « numéro 2 » de l'état-major de la marine. Au moment de la guerre des Malouines en avril-juin 1982, il estime qu'il s'agit du « premier conflit de cette importance qui ait eu lieu sur mer depuis 1945 ».

### Travaux historiques

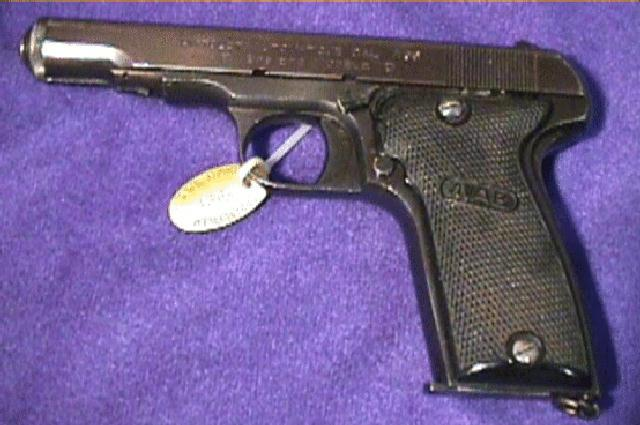
Le Musée de la Marine conserve et expose son pistolet MAB D.

L'amiral Ausseur quitte le service actif le 1er juillet 1982. 
Il écrit alors des articles stratégiques et historiques sur la Marine nationale, comme « La leçon des Malouines » ; « La stratégie des moyens » ; « La jeune école » ; « Le haut commandement de la marine française, il y a cent ans ».
Il publie l'ouvrage La Politique navale des grandes puissances: 1898-1914, en 1983.
Il meurt à quatre-vingt-quatorze ans le 23 décembre 2017, dans le 16e arrondissement de Paris.

## Œuvres
- La Politique navale des grandes puissances: 1898-1914, 1983, 119 pages.

## Distinctions
- Commandeur de la Légion d'honneur (1977) ;
- Croix de guerre des Théâtres d'opérations extérieurs[4] ;
- Grand officier de l'ordre national du Mérite, 1982[19].